# カロリーネ・ツー・エッティンゲン＝ヴァラーシュタイン

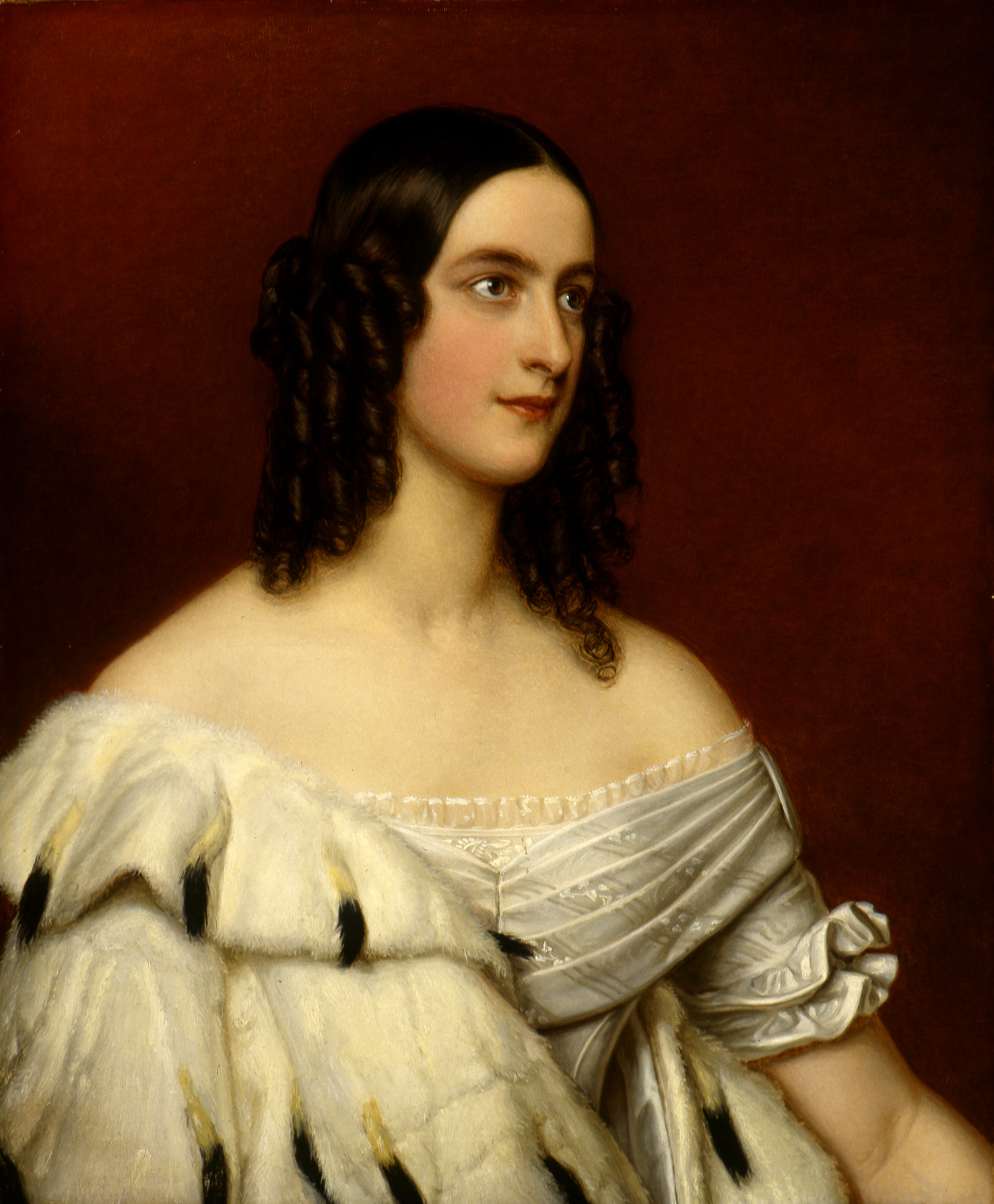
エッティンゲン＝ヴァラーシュタイン侯女カロリーネ、J・K・シュティーラー画、1843年

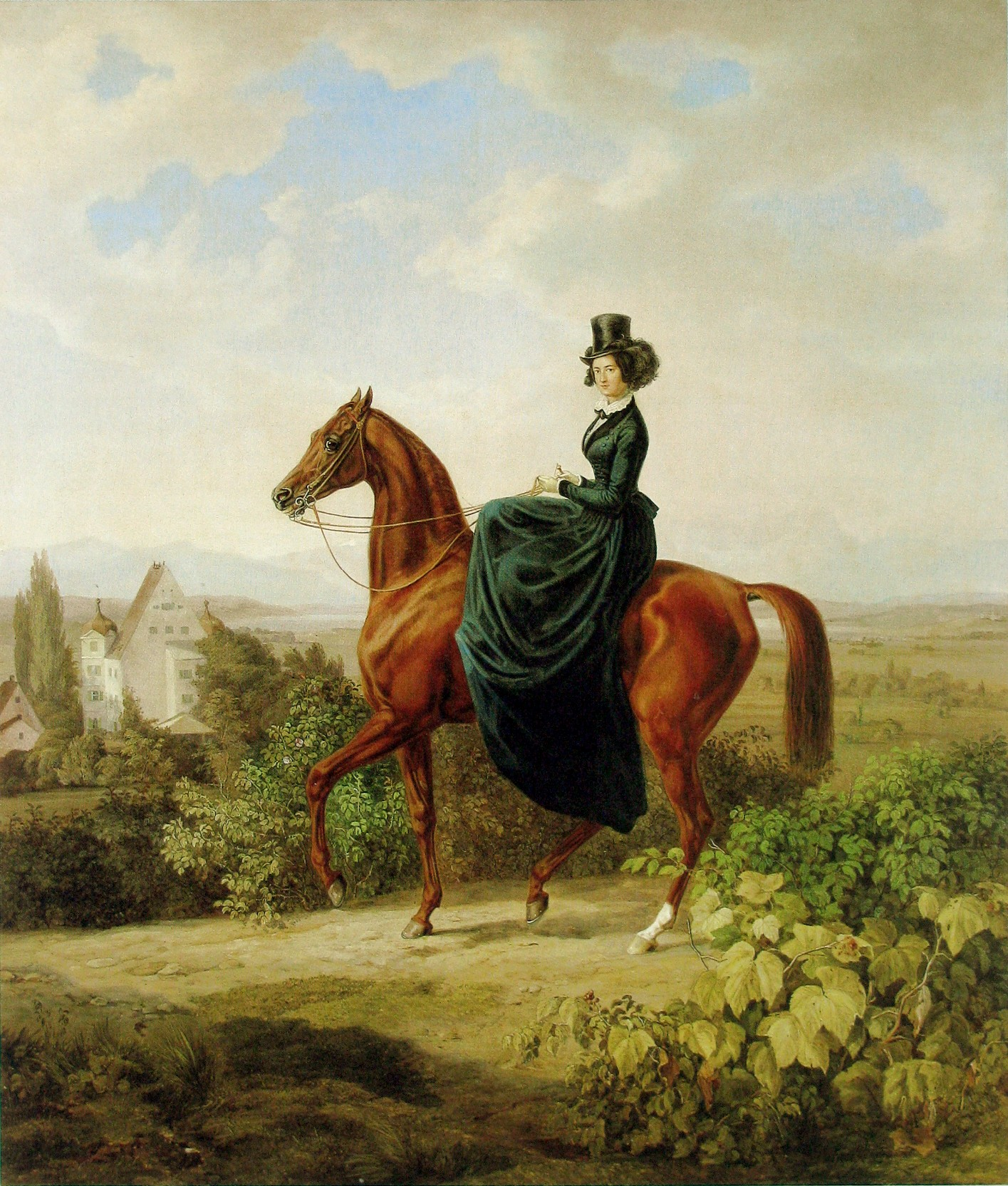
馬上のヴァルトボット伯爵夫人カロリーネ、背景には父から譲られたロイトシュテッテン城が描かれている、A・アダム画、バイエルン州絵画収蔵館蔵

カロリーネ・アントイネッテ・ヴィルヘルミーネ・フリーデリケ・ツー・エッティンゲン＝エッティンゲン・ウント・エッティンゲン＝ヴァラーシュタイン（Karoline Antoinette Wilhelmine Friederike Prinzessin zu Oettingen-Oettingen und Oettingen-Wallerstein, 1824年8月19日 ドナウヴェルト - 1889年1月14日 ミュンヘン）は、19世紀ドイツの上級貴族の女性。バイエルン王国の宮内長官を務めたエッティンゲン＝ヴァラーシュタイン侯ルートヴィヒの娘で、その肖像画は父の親友・主君であるバイエルン王ルートヴィヒ1世の美人画ギャラリーに収められた。

## 生涯
エッティンゲン＝ヴァラーシュタイン侯ルートヴィヒと、その最初の妻でフランス系平民出身であり、やはり1833年に美人画ギャラリーのモデルを務めたクレセンティア・ブールガン
の間の第1子・長女。バイエルン王マクシミリアン1世夫妻が洗礼の代父母となったが、オーベルンドルフの領主ヨーゼフ・フッガー・フォン・グレト伯爵（1749年 - 1826年）とその末娘マリア・アントニア・フッガー・フォン・グレト（1799年 - 1885年）が国王夫妻の代理を務めた。
1843年2月27日、ブクスハイム・ヘッグバッハその他の領主フーゴー・ヴァルトボット・フォン・バッセンハイム伯爵と結婚。婚礼の司式はミュンヘン及びフライジンク大司教ローター・アンゼルム・フォン・ゲープザッテルが務めた。
伯爵夫妻は結婚当初、「ミュンヘン一の美男美女カップル」と称された。夫妻はバイエルン王国で最も富裕な地主夫婦の1組だったが、また突出した浪費家でもあった。伯爵夫人カロリーネは「まるで王妃か何かのごとく、上品で豪奢な衣装を毎日のように取り替えている」と揶揄された。伯爵夫人の贅沢かつ巨大な衣裳部屋に関するジョークは有名で、彼女があるとき衣装部屋で長時間かけて布地選びをしたが目ぼしい布地がなかった際、「神様も、もし美貌に恵まれていれば、私が（布地を簡単に）選べない気持ちを分かってくださろうに」と放言したというものであった。散財がたたり、夫妻の代でヴァルトボット伯爵家はその富裕な財産を全て使い果たし、事実上破産した。カロリーネは1889年に58歳で死去した。
カロリーネは結婚をした1843年にルートヴィヒ1世王の美人画ギャラリーの肖像画モデルを務めた。肖像画の中の彼女は、襟ぐりの深い白色の舞踏会用ガウンを着て、その上にアーミンの毛皮を羽織っている。真っ黒な髪は最初はストレートだが途中から長いカールヘアに変わって肩に垂れている。このヘアスタイルはイギリス発祥だが、1840年代初頭にはドイツでも広く流行するようになっていた。
伯爵夫妻は間に1男1女をもうけた。長男のフリードリヒ（1844年 - 1910年）の子孫は没落した伯爵家を継いだ。長女のマリア（1861年 - 1913年）は母の従弟にあたるエッティンゲン＝ヴァラーシュタイン侯子モーリッツ（1838年 - 1910年）に嫁ぎ、2人の間の一人娘テレーゼ（1887年 - 1971年）がリヒテンシュタイン侯子アルフレートと結婚した。孫娘夫婦を通じて、カロリーネは政治家ヴィンツェンツ・リヒテンシュタイン、農業経営者グンダカー・フォン・リヒテンシュタインの玄祖母にあたる。

## 引用・脚注
1. ↑  S. K. Ludovic, "A King's Gallery of Beauty" Strand Magazine (January 1902): 16–23.
2. 1 2  Haus der Bayerischen Geschichte
https://hdbg.eu › objekte › index
Caroline Prinzessin von Oettingen-Oettingen und Wallerstein (1843), https://hdbg.eu/koenigreich/index.php/objekte/index/id/893
3. ↑  カール・エルンスト・フッガー・フォン・グレトの曾祖父。
4. ↑  <Donau-Ries-Aktuell
https://www.donau-ries-aktuell.de › ...
Zwei Schönheiten König Ludwigs lebten in Donauwörth, https://www.donau-ries-aktuell.de/das-beste-aus-dem-blaettle/zwei-schoenheiten-koenig-ludwigs-lebten-donauwoerth-donauwoerth-75779
5. ↑  Donau-Ries-Aktuell
https://www.donau-ries-aktuell.de › ...
Zwei Schönheiten König Ludwigs lebten in Donauwörth, https://www.donau-ries-aktuell.de/das-beste-aus-dem-blaettle/zwei-schoenheiten-koenig-ludwigs-lebten-donauwoerth-donauwoerth-75779
6. ↑  Donau-Ries-Aktuell
https://www.donau-ries-aktuell.de › ...
Zwei Schönheiten König Ludwigs lebten in Donauwörth, https://www.donau-ries-aktuell.de/das-beste-aus-dem-blaettle/zwei-schoenheiten-koenig-ludwigs-lebten-donauwoerth-donauwoerth-75779
7. ↑  Donau-Ries-Aktuell
https://www.donau-ries-aktuell.de › ...
Zwei Schönheiten König Ludwigs lebten in Donauwörth, https://www.donau-ries-aktuell.de/das-beste-aus-dem-blaettle/zwei-schoenheiten-koenig-ludwigs-lebten-donauwoerth-donauwoerth-75779